# Trespaderne
Trespaderne és un municipi de la província de Burgos, a la comunitat autònoma de Castella i Lleó. Comprèn les entitats locals menors de:
- Arroyuelo.
- Cadiñanos
- Palazuelos de Cuesta Urria
- Santotis
- Tartalés de Cilla
- Trespaderne
- Virués.

És conegut pel Castell de Tedeja, uns dels més antics castells de Castella, datant de la fi de l'època romana.

## Demografia
| 1991 | 1996 | 2001 | 2004 |
| ---- | ---- | ---- | ---- |
| 1234 | 1170 | 1031 | 1049 |